# Tagamanent
Tagamanent ist eine katalanische Gemeinde in der Provinz Barcelona im Nordosten Spaniens. Sie liegt in der Comarca Vallès Oriental.

## Sehenswürdigkeiten
- romanische Kirche Santa Maria
- Schloss Tagamanent